# 甲村水库
甲村水库是中国山西省长治市长子县境内的一座水库，位于浊漳河南源，建于1958年。水库正常库容为603万立方米，集雨面积为235平方千米，海拔为948米。